# 斯特萬·約韋蒂奇
史提芬·祖維迪（發音：[stɛ̂ʋaːn jɔ̂ʋɛtitɕ]；1989年11月2日—）是一位蒙特內哥羅的職業足球員，司職前鋒或翼鋒。現效力於塞浦路斯甲組足球聯賽球隊奧摩尼亞。蒙特內哥羅國家足球隊成員。

## 球員生涯

### 柏迪遜
他在2007年8月2日的一場歐洲足協盃預選賽賽事貝爾格萊德游擊隊對莫斯塔爾辛連斯基的比賽中攻入3球，上演帽子戲法，當時他還僅有17歲。2007年10月，他與數家高知名度的球會接觸，如曼聯和皇家馬德里。在球队前任队长转会离开后，18岁的他被选为貝爾格萊德游擊隊新任队长，最终协助球队夺得联赛冠军；作为黑山U-21国家队队长出场6次，攻进两球。

### 費倫天拿
出色的表現引起包括曼联，切尔西，皇马，阿森纳，阿贾克斯，佛罗伦萨強隊在內的興趣。
2008年5月，他轉會到意甲球隊費倫天拿，轉會費是800萬歐元，其間表現出色。
2009年9月，他在歐洲聯賽冠軍盃小組賽階段在主場梅開二度以2-0擊敗利物浦。
2010-11赛季，祖維迪右膝盖十字韧带撕裂，缺席整个赛季。
祖維迪2011-12賽季回到綠茵場上陣29次，取得14個入球。
2012年夏天，祖雲達斯和曼城曾渴望簽下他，但都被祖維迪和費倫天拿拒絕。
2012-13賽季，祖維迪在主場對陣國際米蘭時與隊友拿積各自梅開二度，以4-1擊敗對手。

### 曼城
2013年7月20日，英超俱樂部曼城以2,600萬歐元簽入約韋蒂奇，他在9月14號聯賽客場0比0戰平斯托克城的比賽中上演聯賽首秀，他在9月24號聯賽杯主場5比0大勝維岡競技的比賽中打進處子球，他的聯賽處子球則在2014年1月29號球隊客場對陣熱刺的比賽中打進，而且在足總杯第五輪曼城2比0淘汰切爾西的比賽中他也有收穫進球。
2014年8月25日，他在球隊主場3比1擊敗利物浦的比賽中梅開二度，但是之後約韋蒂奇長期因傷缺陣，在2015年2月曼城的歐冠大名單當中，他的位置被球隊新援韋菲特·邦尼所取代，約韋蒂奇對這個決議表達了強烈的不滿。

### 國際米蘭
2015年7月26日，祖維迪租借加盟國際米蘭，租期18个月。

### 塞維利亞
2017年1月11日，塞维利亚足球俱乐部官方宣布已经与国际米兰达成协议，以租借形式引进蒙特內哥羅前锋约韦蒂奇至本赛季结束，而合同中还附带买断条款，据悉价码在1400万欧元，蒙特內哥羅射手在國際米蘭過的並不如意。約韋蒂奇為新東家出場的第1場比賽，國王杯16強第2回合，主場3比3戰平皇家馬德里的比賽就收穫了進球，在之後的西甲的第一場比賽，在主場對陣皇家馬德里，約韋蒂奇在比賽的最後時刻在禁區外的一腳遠射協助球隊以2比1的比分絕殺對手，終結了對手40場不敗。

### 摩納哥
2017年8月29日，摩納哥官方宣布祖維迪正式加盟，並取代麥巴比穿上10號球衣。

## 國際賽生涯
祖維迪是黑山國家足球隊的成員，但也會為U-21出賽。

## 外部連結
- Soccerway資料庫：斯特萬·約韋蒂奇